# Alec Douglas-Home
Sir Alexander Frederick Douglas-Home KT PC (2 de juliol de 1903 - 9 d'octubre de 1995). Polític membre del Partit Conservador, fou Primer Ministre del Regne Unit durant poc menys d'un any, des del 19 d'octubre de 1963 fins al 16 d'octubre de 1964.

## Biografia
Sis anys després d'entrar per primera vegada a la Cambra dels Comuns el 1931 com a membre del Partit Unionista Escocès, Douglas-Home es va convertir en un ajudant parlamentari de Neville Chamberlain. El 1940 se li va diagnosticar tuberculosi espinal i va quedar immobilitzat durant dos anys. En les últimes etapes de la segona Guerra Mundial ja s'havia recuperat prou per reprendre la seva carrera política, però va perdre el seu escó a les eleccions generals de 1945, que va recuperar el 1950, però l'any següent va deixar els Comuns quan, a la mort del seu pare, va heretar el comte de Home i així es va convertir en membre de la Cambra dels Lords. Sota els governs de Winston Churchill, Anthony Eden i Harold Macmillan, va ser nomenat per a una sèrie de càrrecs cada cop més alts, inclòs el de líder de la Cambra dels Lords i el secretari d'Afers Exteriors. En aquest últim càrrec, que va ocupar entre 1960 i 1963, va donar suport a la resolució dels Estats Units en la crisi dels míssils de Cuba i l'agost de 1963 va ser el signatari del Regne Unit del Tractat de prohibició parcial de proves nuclears.

### Primer Ministre
En octubre de 1963, Harold Macmillan, en mig de l'escàndol sexual de John Profumo que implicava un ministre de Defensa, va emmalaltir i renunciar com a primer ministre i Home fou l'escollit per succeïr-lo, en una època que es considerava inacceptable que un primer ministre fos membre de la Cambra dels Lords, així que va renunciar al títol nobiliari i es presentar amb èxit per a les eleccions a la Cambra dels Comuns. El seu nomenament va ser controvertit i dos dels ministres del gabinet de MacMillan es van negar a prendre possessió del càrrec. El Partit Laborista el va criticar per aristòcrata i allunyat dels problemes de les famílies ordinàries, en contrast amb el líder laborista, Harold Wilson. El Partit Conservador, al poder des de 1951 en un país en declivi econòmic que no havia aconseguit incorporar-se a la Comunitat Econòmica Europea semblava dirigir-se a una forta derrota electoral. Entre la legislació aprovada sota el seu govern hi havia l'abolició del manteniment dels preus de la revenda, reduint els costos del consumidor contra els interessos dels productors d’aliments i altres productes bàsics.

### Després de primer ministre
Després de la derrota ajustada a les eleccions al Parlament del Regne Unit de 1964, va canviar les regles per escollir la direcció del Partit Conservador per permetre un nou mètode menys secret amb la votació dels diputats i el juliol de 1965, va dimitir. De 1970 a 1974 va estar al gabinet d'Edward Heath com a Secretari d'Estat al Foreign and Commonwealth Office, una versió ampliada del càrrec de ministre d'Afers Exteriors, que havia ocupat anteriorment. Després de la derrota del govern Heath a les eleccions al Parlament del Regne Unit de 1974, va tornar a la Cambra dels Lords i finalment es va retirar de la política de primera línia.